# 워털루 지방자치구

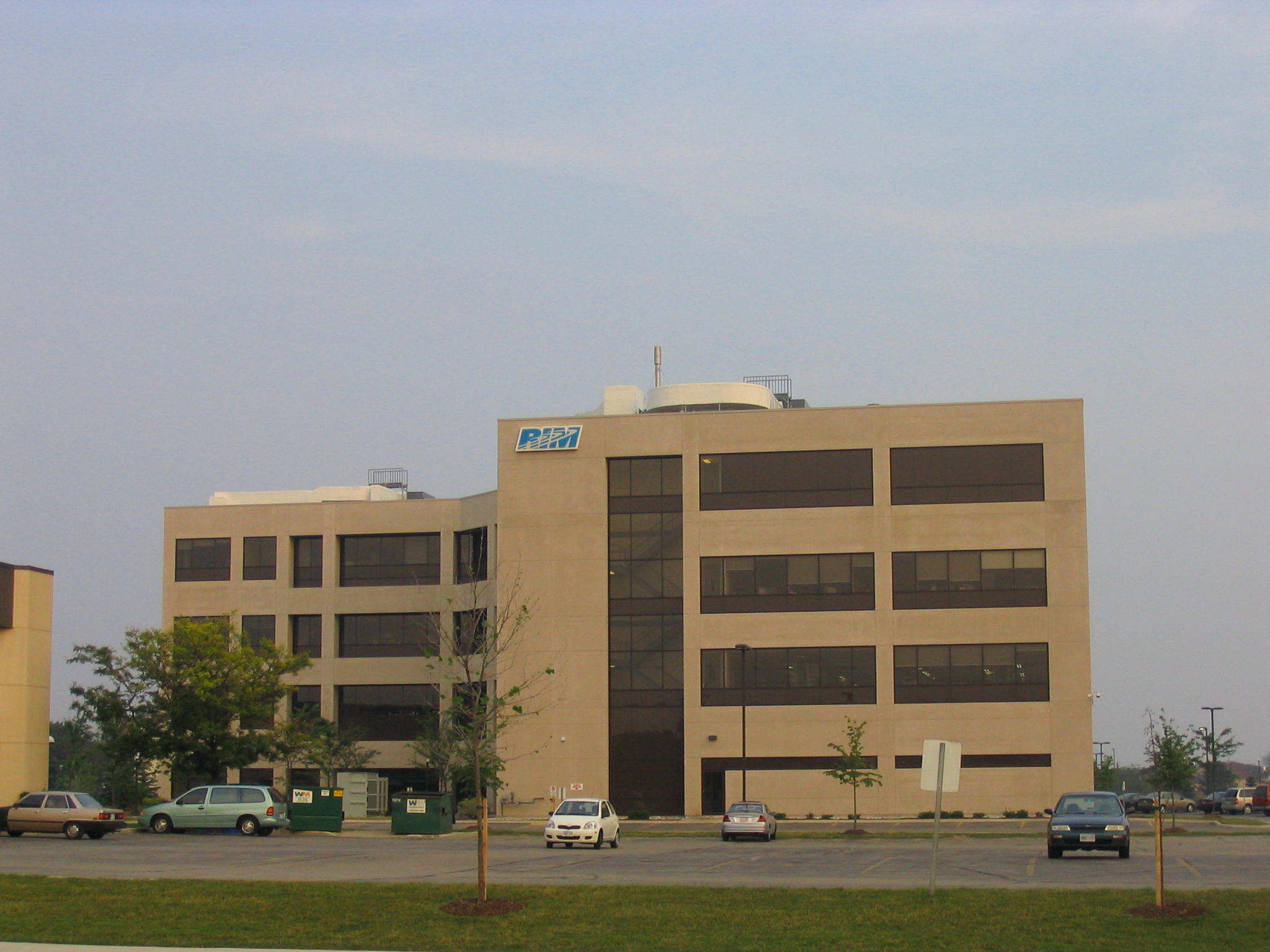

워털루 지방자치구(The Regional Municipality of Waterloo)는 캐나다 온타리오 남부에 위치하며, 키치너, 케임브리지, 워털루의 3개의 도시와  Wellesley, Woolwich, Wilmot, North Dumfries의 4개의 타운으로 구성되어 있다. 워털루 지방자치구는 워털루 지역(The Region of Waterloo 혹은 Waterloo Region)으로도 부른다. 면적은 1369 제곱 킬로미터이고 지방 자치정부는 키치너에 있다. 2011년 인구조사기준으로 507,096명이 살고 있다.

## 같이 보기
- 퀘벡-윈저 회랑